# 한국의 옷
한국복식(韓國服飾, 영어: Korean Costumes)은 한국의 상고시대부터 현대시대까지의 사회문화적, 경제적, 정치적 특성이 반영된 의복이다. 한국복식의 주요 특징은 한국 고유의 의복과 성별, 지역 등 한국 복식문화 전반에 걸쳐 나타나는 이중구조의 특징을 갖고 있다.

## 외래 문물의 영향

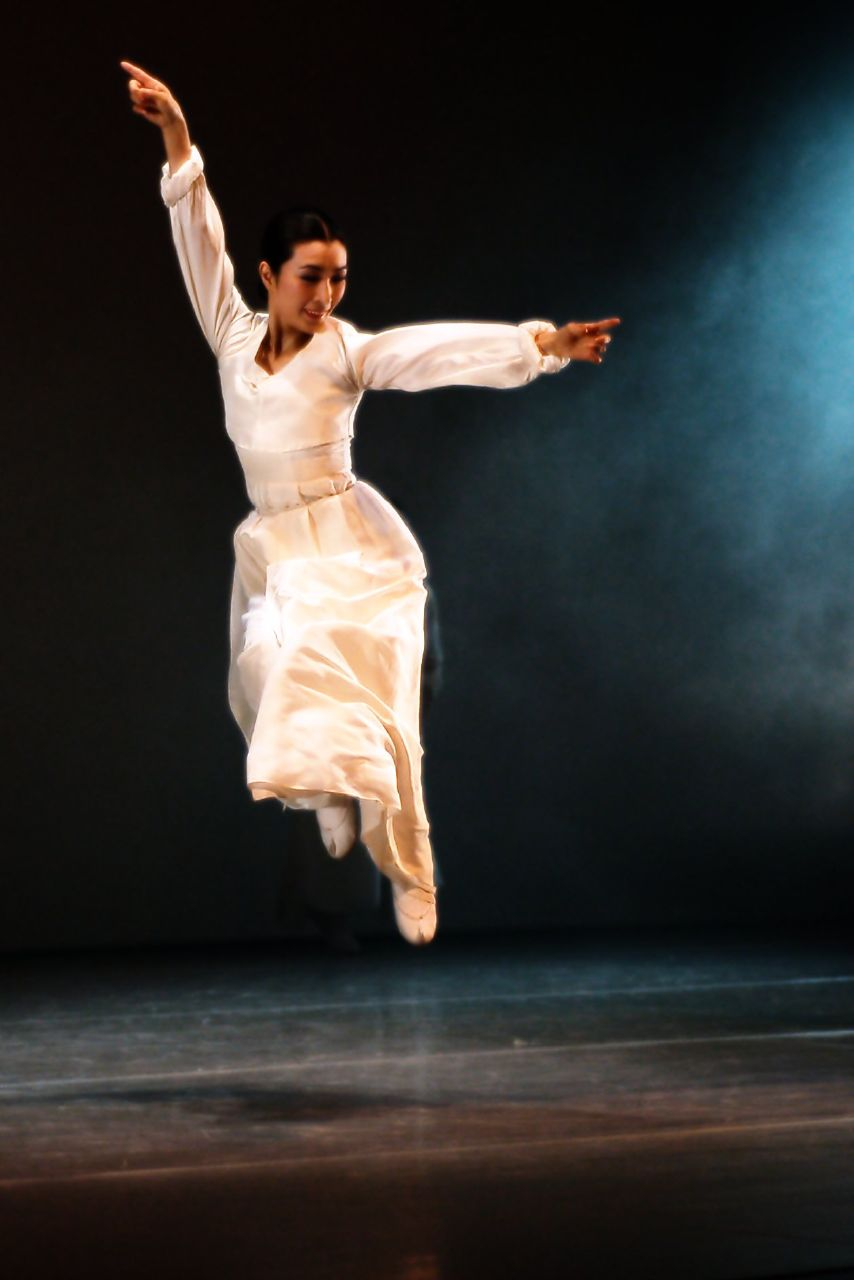
몸에 달라붙게 하고 움직임을 용이하게 한 현대한국무용복

외래 문물의 영향은 상류층의 주도로 일어났으며 전통 한복과는 구분지어졌다. 조선 후기에 들어서면서 서구 문물의 영향을 받아 한복에 가미된 경우도 생겨났으며 이는 20세기 이후에도 계속적으로 시도되고 있다.
고구려는 중국 복식을 기본으로 하여 유사했다고 중국 한서와 위서에 기록이 있으나사실상 중국의 복식 모습이 소수의 벽화 그림으로만 남아있어 확실치 않고 중국 사서의 경우 많은 민족들이 중국 복식과 유사하다는 기록을 즐겨 써서 신빙성에 문제가 있으며 백제와 신라의 복식 또한 고구려와 유사성이 짙었다고 기록되어 있다. 이는 중국의 문물을 적극적으로 수용하던 삼국의 복식이 상당히 유사성을 띠었음을 알려준다. 백제는 복식과 관직의 전반적인 이름을 중국식으로 썼으며 이는 고구려와 신라와는 다른 점이기도 했다. 신라 문무왕 4년 중국의 복식을 들여오면서 고려를 거쳐 왕실의 대례복과 관모 등에 대해서도 고유의 관념이 정립된다. 하나의 증거는 여밈의 위치에 있다. 삼국시대까지 한복은 왼쪽/오른쪽 여밈이 동시에 사용되었지만 통일신라시대에 이르러서는 여밈이 당나라식으로 오른쪽여밈으로 굳어진다. 이는 당나라식 복식의 전래와 한복의 특성이 병용되었음을 말하며 당나라식 복식은 왕과 귀족 사회에서 통용되었고 평민들에게는 생활 자체에 큰 변화를 일으키지는 않은 것이었다.
신라가 삼국을 통일하면서 다양한 외부 문물과 체계가 더욱 사회 전반에 들어오게 되어 당나라에서 널리 쓰이던 옷차림의 유행이 한반도에도 들어왔다. 여성들은 실크로드를 거쳐 장안에서 들어온 복식을 입기 시작했다. 이 때 들어온 관복의 일종인 단령인 깃이 둥근 형태로서 1세기 경 서아시아 유목민족에서 발생해 당나라에 갔던 김춘추를 통해 신라에는 진덕여왕 2년(648년) 때 도입됐다. 이후 고려와 조선 때에는 관복으로 굳어지고 혼례복에도 사용됐다.
19세기 후반에 들어 일본 상인들을 통해 면직물이 수입되고 단발령 이후 양복제로의 변화가 시작되면서 치마길이가 짧아졌다. 짧은 통치마와 더불어 개화기의 한복은 저고리가 조금 더 길어지는 양상을 띠게 된다. 1950년대 한국 전쟁 이후에는 한복과 양장이 어느 정도 융화를 이루었으나 1960년대에는 두루마기의 깃을 올려 외투와 같은 형태를 취하고, 소매를 짧게 디자인했으며 고름대신 단추를 달았다. 이후 70년대 후반에는 재봉틀의 대량 생산을 통해 개량한복을 대중화하려는 지속적인 노력이 있었지만 큰 반향을 일으키지 못했다.
한복도 의복인지라 유행을 타지만 그 유행이 급격하게 변하거나 틀을 완전히 부수지는 않는다. 그러나 패션계에도 오리엔탈리즘에 대한 조명 이 시작되면서 각국의 민족 의상의 특성을 반영하는 "Ethnic Look"이 등장해 한복도 곡선을 살리고 생활의 편리함을 추구할 수 있도록 변화를 추구하고 있다. 2000년대 후반에 들어 한복은 면, 마, 모시 등 전통 소재는 살리되 디자인을 현대화하여 저고리는 볼레로로, 마고자는 재킷을 접목하였다. 꽃봉오리처럼 펑퍼짐한 한복 치마는 그 폭을 몸에 가깝게 하여 착용에 불편이 없도록 하고 있다. 뿐만 아니라 겨울 한복에는 스웨이드나 가죽이 쓰이고 주름이 지는 마직 소재, 혼용으로 쓰이는 폴라폴리스 등이 생활한복 제품으로 등장하고 있다.

## 쓰임에 따른 구분

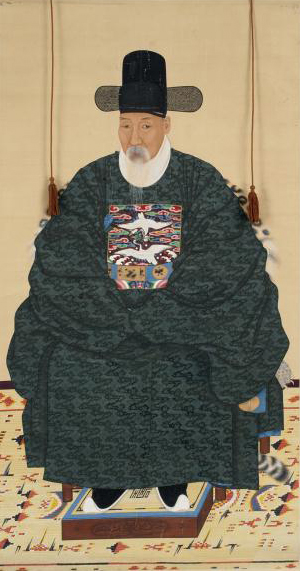
18세기 흑단령포

어느 의복이든 때에 따라 입는 형상과 모습은 달라진다. 한복도 마찬가지로 신분에 따라 그 옷의 문양과 자수가 달라지는 한편 여러 의상의 배합과 성격도 달라졌다. 때문에 관혼상제의 기준에 따라 관복과 혼례복, 상복, 제례복이 달리 나타났다. 그러나 특정 의복이 꼭 관복이나 혼례복에만 쓰이는 경우만 있지는 않았으므로 관복의 일종 이었던 앵삼은 궁중무용에 쓰이는 옷이기도 하다.

### 관복
관복이란 궁정에서 신하들이 입었던 옷으로 직업복의 일종이라고 생각할 수 있으며 계급과 직위에 따라 색과 문양 등이 달랐다. 조선 시대에는 무관의 경우 가슴에 호랑이를, 문관의 경우 가슴에 학을 그려놓았으며 당상관은 두마리, 당하관은 한 마리만 그려놓았다. 신라 시대 이후로 입기 시작해 조선시대까지 지속한 관복은 김춘추가 당나라에 당나라식 관복을 입겠다고 당 태종에게 말하면서 이후 신라 왕실에 적용되기 시작했다. 고려 때에는 원나라 궁정과 비슷한 형태로 변화되었다가 조선 시대에는 명나라의 형태와 비슷해졌다. 조선 시대의 관복은 명나라에서 차용했지만 세부적인 것은 고유의 특성이 있어 태종 16년에 관복색과 형태, 세종 12년에 조복, 공복, 상복을 정했다. 복식 앞을 장식하는 문양, 즉 흉배는 단종 2년에 공표됐다. 조선 성종 때에 집필된 《국조오례의(國朝五禮儀)》와 영조 때의 《국조속오례의보(國朝續五禮儀補)》는 관복의 종류와 색깔, 모양, 제작 방법 등에 대해서 서술하고 있다. 관복도 시대에 따라 변화가 있었으며 조선 말 개화기에 이르자 형태가 간소화되고 개화사상의 도래로 인해 양복화가 진행됐다. 고종 21년에는 갑신의제개혁이 공표되어 관복과 사복 모두 두루마기를 착용하도록 했다.
관복은 직급에 따라 색깔, 형태에 따라 많은 차이가 있었다. 경우에 따라서 조복, 상복, 공복, 영복 혹은 군복 등으로 나누어 볼 수 있으며 조복은 관복의 다른 이름으로 왕실의 칙령이나 축제 시에 입었던 관복이며 제복은 제사 중 입었던 의식을 위한 복식에 해당한다. 공복은 궁궐에서 왕을 비롯한 청중 혹은 손님이 있을 경우 입었으며 영복은 군복의 다른 이름이다. 그러나 관복 자체는 좁은 의미로 공복이나 상복 즉 보통 입는 옷을 가리키며 둥그런 형태로 목을 감싸는 형태다. 이를 두고 단령이라 부른다.

#### 곤룡포
곤룡포(袞龍袍)는 조선시대의 임금이 시무복으로 입던 옷으로 일반 관복과 그 디자인이 비슷하지만 가슴에는 금색 실로 용을 수놓았으며 사모와 같이 입는다. 곤룡포는 실제로 예를 갖추거나 의식용으로 사용되는 임금의 옷이었기에 세자 신분일 경우에는 색감과 재질에 차이를 두었다. 세종실록에는 관련된 두 가지 기록이 전한다.
- 명나라에서 세종의 왕위 승계를 인정하는 고명을 보내오자 태종이 맞이하였으며 세종은 당시 세자의 신분이었으므로 붉은 옷에 옥띠를 둘렀다.

- 정묘일 동짓날에 임금이 면류관과 곤룡포 차림으로 신하들을 이끌고 황제가 있는 곳을 향해 예를 갖췄다.[28]

곤룡포는 왕이 편전에서 신하들을 소집해 국정을 논의할 때 입었던 복장으로서 국정을 처리하던 낮 시간에 입었기에 기타 의복 중에서도 입는 시간이 가장 길었다.
대한제국이 선포되기 이전에는 곤룡포의 천이 붉은 비단이었으나 고종은 황제로서 금색 곤룡포를 착용했다.

#### 구군복

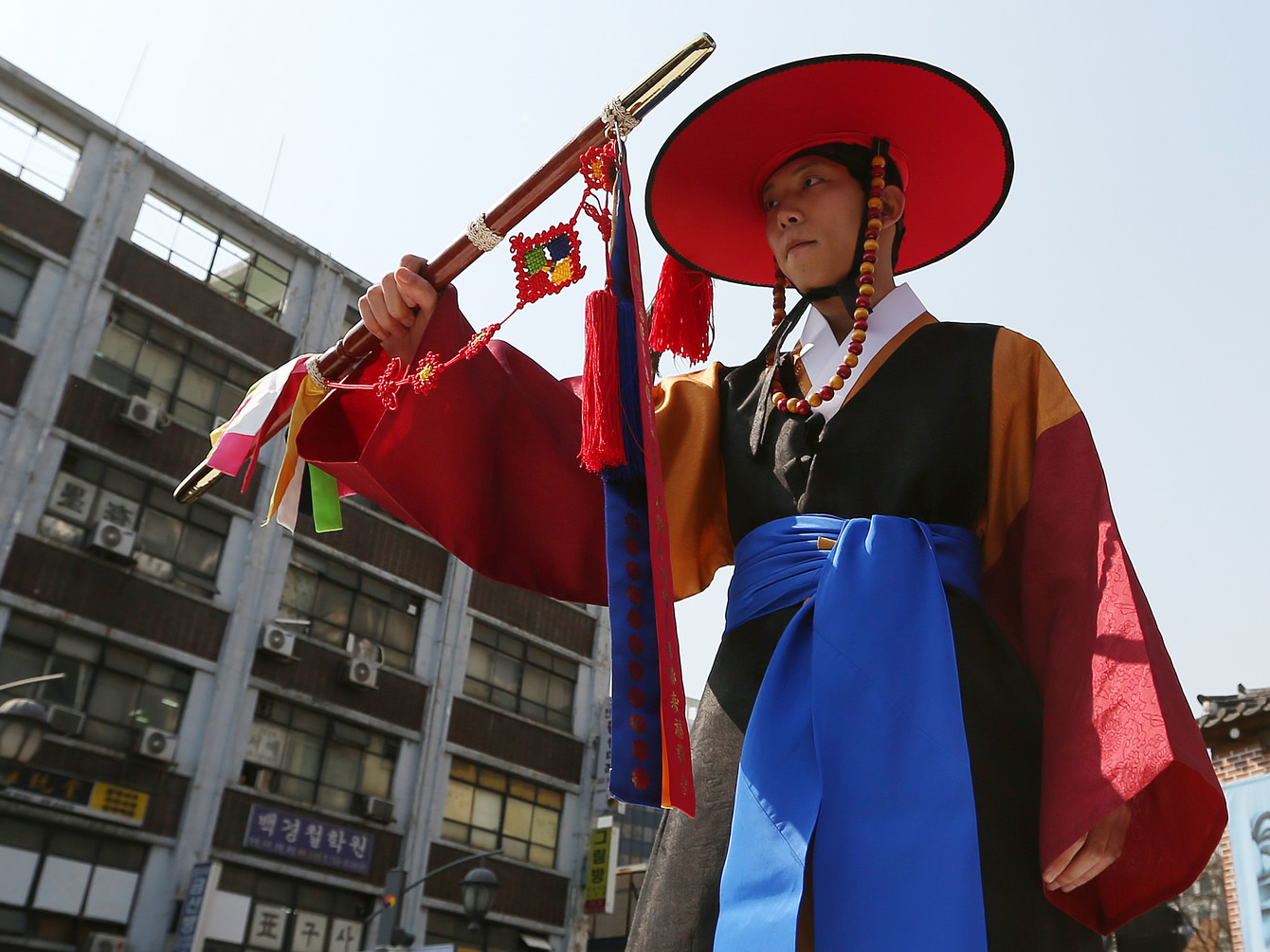
구군복

구군복(具軍服)은 군복의 다른 이름으로서 조선시대에 임금 또는 무관에 해당되는 관직을 가진 벼슬아치나 지방의 수령이 입는 한복을 일컫는다. 오늘날의 장교 정복에 해당되는 복장으로 등급에 따라 노란 색에 소매만 붉은 색의 두루마기에 검은 색의 조끼를 걸친 것과 파란 색에 소매만 붉은 색의 두루마기에 검은 색의 조끼를 걸친 종류 등이 있다. 보통 군복의 안에 덧대어 입으므로 이를 "군복의 속옷"이라고 부르기도 한다. 구군복은 조선 전기부터 후기를 통틀어 가장 대표적인 무신의 복식이었다. 이사벨라 버드 비숍이 쓴 《한국과 그 이웃나라들》에는 구한말 유럽식 군복을 입은 기병대와 구군복이 혼재하고 있는 모습이 서술되어 있다.
임금이 입는 구군복은 다른 구군복에 비해 압도적인 화려함을 자랑하는데 조선 철종의 초상화에는 임금용 구군복을 입은 철종 임금이 그려져 있다.

### 혼례복

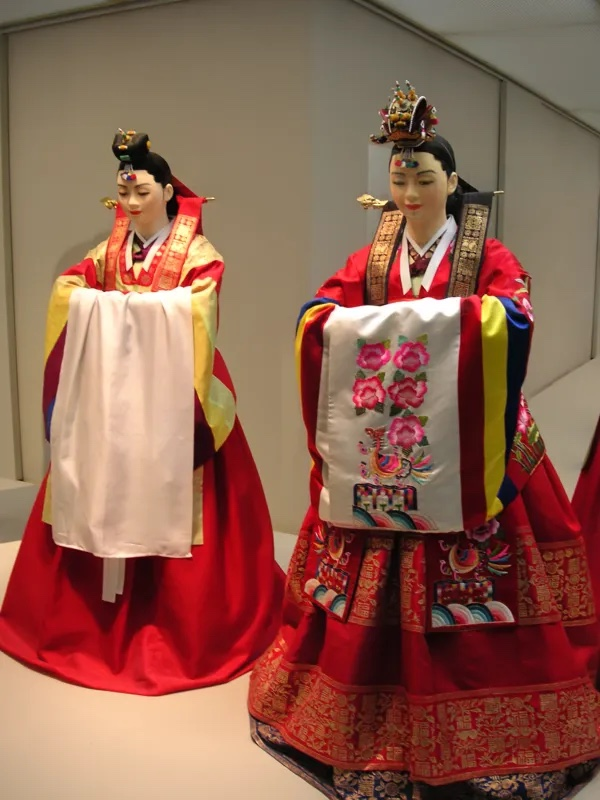
활옷

말 그대로 결혼식을 할 때 입은 한복을 뜻한다. 전통 혼례 시 신부는 다홍치마, 연두색 회장저고리에 원삼이나 활옷을 입고 큰머리를 얹고 용잠을 꽂으며 도투락 댕기를 늘이고 화관이나 족두리를 쓴다. 거기다 손을 감추기 위해 길게 덧댄 소매인 한삼을 착용했다. 신랑은 바지·저고리·조끼·마고자·옥색 두루마기·각대·사모를 쓰고 포선을 손에 든다.
신랑의 혼례복은 사모관대로서 신라시대때 당나라에서 들여온 중국식 관복으로 한복은 아니다. 이와 달리 신부복은 전통한복으로 각 절차에 따라 옷의 형태가 달라지곤 했다. 신부의 혼례복에는 특별히 자수나 문양이 많이 포함되었는데 궁중혼례복과 반가의 결혼식 때 신부의 활옷에는 다채로운 꽃무늬가 표현되는 한편 소매의 끝자락에는 금박 자수가 되었다. 대부분의 경우 부귀를 상징하는 모란이 그려져 있었다.

### 상복
상복(喪服)은 가족의 상을 당한 사람이 입는 옷을 가리킨다. 서구 사회에서는 사람이 죽었을 때 검은색 의복을 입는 것이 보통이지만 조선 왕조 때까지 한반도의 상복은 흰색과 거의 같은 의미를 지녔다. 소관이라고도 부르는 상복은 지역에 따라 약간의 차이가 있지만 죽어서 염을 하지 않았을 경우나 아직 장례 절차에 대한 준비가 안 되었을 경우에는 흰 천이나 비단을 덮어 주었다. 상복을 유교식으로 채택한 시기는 고려 성종 4년 때였으며 이 때 중국식 오복제도가 적용되어 부계식 상제가 세워졌다. 그러나 고려 시대에 이러한 제도는 상류층부터 실현하도록 권고를 한 것이었을 뿐 강제되지 않아 조선 시대의 가부장제와는 차이가 있었다.

### 제례복
제례복은 제례 시 입는 의복을 별도로 지칭하는 말이다. 대표적인 예가 종묘 제례인데 이 때에 입는 제례복은 별도의 디자인이 존재한다. 위에서 아래로 갈수록 폭이 넓어지며 색 또한 빨간색과 남색 등이 공존하여 안정감을 주는 형태를 띤다. 제례복은 상복과 혼돈하기 쉬우나 제사를 지낼 때 입는 옷으로서 그 종류가 몇 가지 존재한다. 보통 이 옷들을 "상복 최"(衰) 자를 사용하며 아버지의 제사를 위해 입는 옷을 참최(斬衰), 어머니를 위한 옷을 자최라고 부른다.

### 서민복
서민복(庶民服)은 서민들이 입던 옷으로 서민의 복식은 귀족 계층과는 달리 그 틀이 지속됐다. 개화기에 이르기 전까지 서민복은 별다른 변화 없이 저고리와 바지·치마가 기본을 이룬 고유 복식의 명맥이 이어졌다. 보통 아이들의 한복으로 떠오르는 빨강 치마와 노란색 저고리 등도 혼인 전에 입었던 서민복에 해당한다.

## 같이 보기
- 한국의 의상 목록